# Arvi Savolainen
Arvi Martin Savolainen (ur. 24 października 1998) – fiński zapaśnik walczący w stylu klasycznym. Dwukrotny olimpijczyk. Zajął piąte miejsce w Tokio 2020 w kategorii 97 kg ósme w Paryżu 2024 w tej samej wadze.
Zajął ósme miejsce na mistrzostwach świata w 2023 roku. Wicemistrz Europy w 2022; piąty w 2020 i 2024. Zdobył trzy medale na mistrzostwach nordyckich w latach 2017 – 2019. Srebrny medalista MŚ wojskowych w 2025.
Mistrz świata U-23 w 2019; trzeci w 2021. Mistrz Europy U-23 w 2019; trzeci w 2018. Mistrz świata juniorów w 2018; trzeci w 2017. Mistrz Europy juniorów w 2017; trzeci w 2018. Drugi na ME kadetów w 2015; trzeci na MŚ kadetów w 2015 roku.